# ARD-Hörspieltage
Die ARD-Hörspieltage (auch: ARD Hörspieltage) sind ein mehrtägiges Hörspiel-Festival, das seit 2004 jährlich im November von den Landesrundfunkanstalten der ARD und des Deutschlandradios, seit 2015 auch des ORF und SRF veranstaltet wird. Sie geben einen Überblick über die aktuelle Hörspielproduktion der öffentlich-rechtlichen Sender in Deutschland, Österreich und der Schweiz.
Während der Hörspieltage wird der Deutsche Hörspielpreis der ARD (bis 2023), der Publikumspreis ARD-Online-Award, der Nachwuchspreis ARD PiNball (von 2006 bis 2012: Premiere im Netz), der Deutsche Kinderhörspielpreis und der Kinderhörspielpreis der Stadt Karlsruhe vergeben. Seit 2016 wird zusätzlich ein Preis für die beste schauspielerische Leistung in einem Hörspiel vergeben.

## Geschichte
Die Hörspieltage wurden 2004 von der ARD als Gegenveranstaltung zu der 1986 gegründeten Woche des Hörspiels, die von der Berliner Akademie der Künste bis dahin jährlich organisiert wurde, ins Leben gerufen. In den Jahren 2004 und 2005 wurden die ARD Hörspieltage beim WDR in Köln ausgerichtet. Seit 2006 finden sie im Zentrum für Kunst und Medien (ZKM) und in der Staatlichen Hochschule für Gestaltung Karlsruhe statt und werden jeweils vom SWR und einer oder zwei weiteren Rundfunk-Anstalt(en) organisiert.

## Preise
Im Rahmen der ARD Hörspieltage wurde von 2006 bis 2023 der Deutsche Hörspielpreis der ARD von einer fünfköpfigen Jury an das beste aus zwölf nominierten Hörspielen verliehen. Zusätzlich können auch die Hörer ihren eigenen Favoriten per Stimmabgabe online oder analog mit dem Publikumspreis ARD-Online-Award auszeichnen. Mit dem Nachwuchspreis ARD PiNball werden seit 2006 auch talentierte Hörspielmacher aus der freien Hörspielszene für Kurzhörspiele (max. 20 Minuten) geehrt. Mit dem Deutschen Kinderhörspielpreis wird außerdem die beste Autoren-/Adaptionsleistung auf dem Felde des Kinderhörspiels honoriert. Parallel dazu vergibt eine Kinderjury den Kinderhörspielpreis der Stadt Karlsruhe. Zudem wird seit 2016 auch ein Preis für die beste schauspielerische Leistung in einem Hörspiel vergeben. Dabei kann dieser auch auf mehrere Darsteller aus einer Produktion verteilt werden.

## Veranstaltungspartner und Unterstützer
Seit die ARD Hörspieltage 2006 von Köln nach Karlsruhe gezogen sind gehören das ZKM und die Staatliche Hochschule für Gestaltung Karlsruhe zu den Veranstaltungspartnern des Festivals. Seit 2010 zählt auch die Stadt Karlsruhe dazu.
Zusätzlich wird die Veranstaltung seit 2016 vom Bundesverband der Hörsysteme-Industrie (BVHI), der Sparkasse Karlsruhe und seit 2017 auch von tonies® unterstützt.